# Prismognathus angularis
Prismognathus angularis es una especie de coleóptero de la familia Lucanidae.

## Distribución geográfica
Habita en Rusia y Japón.